# 夢の外へ
「夢の外へ」（ゆめのそとへ）は、星野源3作目のシングル。
2012年7月4日にSPEEDSTAR RECORDSからリリース。

## 概要
前作「フィルム」より5ヶ月振りのリリース。
初動は2.6万枚と自身最高の売上を記録。
初回限定盤はスリーブケース仕様で特典DVDが付属。
DVDにはライブ映像やドキュメンタリーで構成された映像作品を収録、監督は星野作品の映像を手掛けてきた山岸聖太が務めている。

## 収録曲

### CD
（全作詞・作曲・編曲：星野源、ストリングスアレンジ：岡村美央、星野源　ホーンアレンジ：武嶋聡、星野源）
1. 夢の外へ [3:52]
  - 資生堂「ANESSA」2012年CMソング。CMで使用されたバージョンは後に夢の外へ(CM Ver.)として一部の音楽配信サービスのみで着信音の形式で配信された。
  - テレビ新広島『行きたがリーノ』テーマソング。
  - 楽曲の世界観はフリーゲーム『ゆめにっき』をモチーフのひとつとしている[2]。
  - この曲について星野は「狂っていてカッコいいJ-POPを、自分なりにやってみたいっていう。ただ、どれだけ背伸びしても、どこまでバーンと飛んでいても、地面に足が着いてるようにしたかったんですよ。」と話している[3]。
  - ミュージック・ビデオは星野とはこれが初タッグとなる山口保幸が監督、また以前から星野が好きだったというダンスカンパニー「イデビアン・クルー」を主宰する井手茂太が星野と共に出演し、振り付けも担当している[4]。
2. パロディ [4:26]
  - 映画『ぱいかじ南海作戦』主題歌。
  - 細野晴臣へのオマージュとして作られている[5]。
3. 彼方 [4:01]
  - テーマは「群馬県のソウルミュージック」[3]。
  - ベースをOKAMOTO'Sのハマ・オカモト[6]、ドラムを赤い靴の神谷洵平が担当している。
4. 電波塔（House ver.） [3:21]
  - 東京タワーがモチーフとなっている[3]。ちなみに元々この曲は「ニューヨーク」という仮タイトルで作られていた。

### 初回限定盤DVD
『夢の外への中へ』監督：山岸聖太　約70分
- Music Video：「夢の外へ」（監督：山口保幸）
- Live：『星野源の全国ツアー「エピソード2以降」』
- Documentary： Recording & Music Video メイキングなど
- 星野源とスタッフたちによるオーディオコメンタリー収録

## 参加ミュージシャン
- 星野源：Vocal, Chorus, Guitars, Handclap, Piano, E.Piano, Percussion
- 伊藤大地：Drums, Handclap
- 伊賀航：Bass, Handclap
- 高田漣：Pedal Steel, Handclap
- 野村卓史：Piano, Handclap
- 岡村美央・伊能修・伊勢三木子・杉野裕・吉田翔平：Violin
- 萩原薫・舘泉礼一：Viola
- 笠原あやの・橋本歩：Cello
- オラリー・髙城晶平・荒内佑・橋本翼：Chorus
- 武嶋聡：Tenor Sax
- 川崎太一朗：Trumpet
- 石戸谷斉：Trombone
- 後関好宏：Baritone Sax
- 神谷洵平：Drums
- ハマ・オカモト：Bass

## カバー
夢の外へ
- 柴咲コウ - カバーアルバム『続こううたう』（2016年7月20日発売）に収録[7]